# Cerapachys marginatus
Cerapachys marginatus é uma espécie de formiga do gênero Cerapachys.